# 雨木夕紀
雨木 夕紀（あまぎゆうき、1981年2月17日 - ）は、日本の元ストリッパー。
神奈川県出身。2003年11月1日に所属先のDX歌舞伎町にてデビュー。身長160cm、スリーサイズはB86・W秘・H87、血液型B型。
2006年6月30日、自身のホームページで引退を報告。
趣味はパソコン・TVゲーム・絵画。